# Bagoly (Micimackó)
Bagoly egy kitalált szereplő, egy madár Alan Alexander Milne angol író Micimackó című meséjében. Karaktere kissé fárasztó a sok régi történetével, de tulajdonképp ő a Nagy Bölcs Bagoly. Írni is tud, bár a helyesírása nem tökéletes. Olvasni is tud, ha nem nézik hátulról a válla fölött.

## Lakóhely
Bagoly egy nagy tölgyfában lakik a Százholdas pagony közepén, bejáratánál kopogtató és csengőzsinór is van. Ez az otthon a Micimackó kuckója című könyv VIII. fejezetében megsemmisül egy viharban. Füles talál egy új otthont Bagolynak, amelyről kiderül, hogy Malacka háza, de Malacka szívesen látja Bagolyt, aki feltehetően be is költözik.

## Barátai és viselkedése
Bagoly jó barátja Micimackónak, Róbert Gidának és az erdő minden lakójának. Szívesen mond véleményt, ad tanácsot és anekdotázik akkor is, ha azt nem kérik. Bagoly szeret a rokonairól is mesélni, többek között az egyik nagynénjéről, aki egyszer tévedésből sirálytojást tojt.

## Megjelenés
A legtöbb állatszereplőtől eltérően Bagoly nem plüssállatnak, hanem igazi állatnak tűnik az illusztrációk alapján. Erre utalhat Nyuszi megjegyzése is, mely szerint nekik kettejüknek van agyuk, a többiekben pedig csak szösz van. Bagoly közelítőleg egy fejjel alacsonyabb Micimackónál, és Róbert Gida csípőjéig ér. Gyakran, de nem mindig szemüveget visel. Íráskor a tollat nem a szárnyával, hanem a karmával tartja.

## Szerepe
Bagoly a Micimackó című könyv IV., VI., VIII., IX. és X.fejezeteiben szerepel. A Micimackó kuckója című könyvben az V., VIII., IX. és a X. fejezetekben jelenik meg és több más fejezetben megemlítik.